# Championnat de Belgique de football de troisième division 1973-1974
Navigation
saison précédente saison suivante
Le Championnat de Belgique de football Division 3 1973-1974 est la 45e édition du championnat de troisième niveau national de football en Belgique. Il conserve le même format que la saison précédente, à savoir deux séries de 16 équipes, qui se rencontrent deux fois chacune pendant la saison. Les deux champions sont promus en Division 2, tandis que les deux derniers de chaque série sont relégués en Promotion.
Le passage officiel de la Division 1 au professionnalisme à partir de la saison prochaine et l'élargissement à vingt clubs qui en découle augmente le nombre de places disponibles en deuxième division. Les deux premiers de chaque série sont promus d'office au niveau supérieur, tandis que les deux équipes classées troisièmes disputent un tour final avec les deux derniers de Division 2 pour tenter d'obtenir la montée.
Dans la série A, trois équipes se dégagent. Le Waterschei THOR coiffe les lauriers avec trois points d'avance sur R. FC Tilleur, qui retrouve la D2 un an après l'avoir quittée. Les "Métallos" jouent au 3e niveau pour la première fois de leur Histoire ! L'Union Royale Namur, troisième dispute le tour final. Dans l'autre série, le VG Ostende se détache rapidement et remporte le titre avec une marge de huit points sur le R. AEC de Mons, qui accompagne les Ostendais en deuxième division. La Louvière termine troisième et dispute le tour final.
Lors de ce tour final, les louviérois parviennent à décrocher une des deux places mises en jeu et accède à la deuxième division, au contraire de Namur, recalé.
La lutte pour le maintien est indécise dans les deux séries. En A, le R. CS Verviétois, relégué de Division 2 il y a deux ans, termine à la dernière place et bascule en Promotion. L'AS Herstalienne, néo-promu, est l'autre club descendant. Dans la série B, La Forestoise termine avec la lanterne rouge et chute au niveau inférieur. Le R. Dinant FC, promu via le tour final la saison précédente, ne reste qu'un an au troisième niveau. Il n'y reviendra plus.

## Clubs participants
Les dénominations des clubs sont celles employées à l'époque. Les matricules renseignés en gras indiquent les clubs qui existent toujours aujourd'hui.

### Série A
| #  | Nom                                              | Mat. | Ville       | Stades             | En D3 depuis    | Total en D3 | Saison précéd. |
| -- | ------------------------------------------------ | ---- | ----------- | ------------------ | --------------- | ----------- | -------------- |
| 1  | Royal Tilleur Football Club                      | 21   | Tilleur     | de Buraufosse      | 1973-1974 (1re) | 1 saison    | Division 2 15e |
| 2  | Royal Cercle Sportif Verviétois                  | 8    | Verviers    | de Bielmont        | 1972-1973 (2e)  | 11 saisons  | 13e Série A    |
| 3  | Koninklijke Sporting Club Hasselt                | 37   | Hasselt     | Stedelijke         | 1966-1967 (8e)  | 18 saisons  | 5e Série A     |
| 4  | Koninklijke Football Club Herentals              | 97   | Herentals   | St-Janneke         | 1969-1970 (5e)  | 21 saisons  | 6e Série A     |
| 5  | Union Royale Namur                               | 156  | Namur       | des Champs-Elysées | 1967-1968 (7e)  | 29 saisons  | 9e Série A     |
| 6  | Royal Stade Waremmien Football Club              | 190  | Waremme     | Edmond Leburton    | 1972-1973 (2e)  | 28 saisons  | 14e Série A    |
| 7  | Kon. Waterschei Sportvereniging THOR Genk        | 553  | Genk        | André Dumont       | 1972-1973 (2e)  | saisons     | 2e Série A     |
| 8  | Koninklijke Voetbal Vereniging Looi Sport        | 565  | Tessenderlo | ???                | 1972-1973 (2e)  | 7 saisons   | 7e Série A     |
| 9  | Koninklijke Football Club Dessel Sport           | 606  | Dessel      | Lorze              | 1970-1971 (4e)  | 4 saisons   | 4e Série A     |
| 10 | Koninklijke Helzold Football Club Zolder         | 1488 | Zolder      | Noordberm          | 1971-1972 (3e)  | 5 saisons   | 12e Série A    |
| 11 | Witgoor Sport Dessel                             | 2065 | Dessel      | Jef Luyten         | 1968-1969 (6e)  | 6 saisons   | 8e Série A     |
| 12 | Léopold Club Bastogne                            | 2263 | Bastogne    | des Récollets      | 1970-1971 (4e)  | 4 saisons   | 11e Série A    |
| 13 | Vrij en Vlug Overpelt-Fabriek                    | 2554 | Overpelt    | De Leukens         | 1957-1958 (17e) | 17 saisons  | 10e Série A    |
| 14 | Patro Eisden                                     | 3434 | Eisden      | Kastanjelaan       | 1970-1971 (4e)  | 10 saisons  | 3e Série A     |
| 15 | Association Sportive Herstalienne Société Royale | 82   | Herstal     | Pré Wigy           | 1973-1974 (1re) | 22 saisons  | Prom. A 1re    |
| 16 | Hoeselt Voetbal Vereniging                       | 2146 | Hoeselt     | Caetsbeek          | 1973-1974 (1re) | 3 saisons   | Prom. C 1re    |

#### Localisation des clubs
| \| Tilleur ASH Herentals Witgoor Dessel Sp. Looi Overpelt Waterschei Helzold Hasselt Hoeselt P. Eisden Waremme Verviers Namur Bastogne \| Localisation des clubs engagés en Division 3A 1973-1974 |
| Tilleur ASH Herentals Witgoor Dessel Sp. Looi Overpelt Waterschei Helzold Hasselt Hoeselt P. Eisden Waremme Verviers Namur Bastogne                                                               |

### Série B
| #  | Nom                                       | Mat. | Ville       | Stades           | En D3 depuis    | Total en D3 | Saison précéd. |
| -- | ----------------------------------------- | ---- | ----------- | ---------------- | --------------- | ----------- | -------------- |
| 1  | Royale Association Athlétique Louviéroise | 93   | La Louvière | Stade du Tivoli  | 1973-1974 (1re) | saisons     | Division 2 16e |
| 2  | Koninklijke Vanneste Genootschap Oostende | 31   | Ostende     | Armenonville     | 1964-1965 (10e) | 27 saisons  | 6e Série B     |
| 3  | Royal Racing Club Tournaisien             | 36   | Tournai     | Drève de Maire   | 1970-1971 (4e)  | 28 saisons  | 9e Série B     |
| 4  | Royal Albert Elisabeth Club Mons          | 44   | Mons        | Charles Tondreau | 1961-1962 (13e) | 41 saisons  | 3e Série A     |
| 5  | Royal Cercle Sportif La Forestoise        | 51   | Forest      | Communal         | 1968-1969 (6e)  | 15 saisons  | 11e Série B    |
| 6  | Koninklijke Sport-Club Menen              | 56   | Menin       | ???              | 1968-1969 (6e)  | 20 saisons  | 12e Série B    |
| 7  | Koninklijke Sport Vereniging Oudenaarde   | 81   | Audenarde   | ???              | 1970-1971 (4e)  | 18 saisons  | 4e Série B     |
| 8  | Koninklijke Sport-Club Eendracht Aalst    | 90   | Alost       | Pierre Cornelis  | 1966-1967 (8e)  | 17 saisons  | 7e Série B     |
| 9  | Koninklijke Sport Verniging Sottegem      | 225  | Zottegem    | Stedelijke       | 1971-1972 (3e)  | 11 saisons  | 10e Série B    |
| 10 | White Star Club Lauwe                     | 535  | Lauwe       | ???              | 1965-1966 (9e)  | 9 saisons   | 5e Série B     |
| 11 | Koninklijke Sport Kring Roeselare         | 134  | Roulers     | 't Motje         | 1960-1961 (14e) | 24 saisons  | 14e Série B    |
| 12 | Puurs Excelsior Football Club             | 3855 | Puurs       | Gemeentelijk     | 1967-1968 (7e)  | 7 saisons   | 13e Série B    |
| 13 | Racing Jet Bruxelles                      | 4549 | Jette       | annexe Heysel    | 1972-1973 (2e)  | 8 saisons   | 8e Série B     |
| 14 | Koninklijke Football Club Eendracht Zele  | 1046 | Zele        | ???              | 1973-1974 (1re) | 1 saison    | Prom. B 1re    |
| 15 | Royal Dinant Football Club                | 1657 | Dinant      | Citadelle        | 1973-1974 (1re) | 1 saison    | Prom A. 2e     |
| 16 | Football Club Denderleeuw                 | 5647 | Denderleeuw | ???              | 1973-1974 (1re) | 1 saison    | Prom D 1re     |

#### Localisation des clubs
| \| Puurs La Forestoise Roulers Lauwe Menin VG Oostende Alost Zele Denderleeuw Zottegem Audenarde RC Tournai Mons La Louvière Jette Dinant \| Localisation des clubs engagés en Division 3B 1973-1974 |
| Puurs La Forestoise Roulers Lauwe Menin VG Oostende Alost Zele Denderleeuw Zottegem Audenarde RC Tournai Mons La Louvière Jette Dinant                                                               |

## Classements et Résultats
Légende
- Champion de Division 3 1972 et promu en Division 2 la saison suivante
- Club relégué en Promotion pour la saison suivante

Abréviations
 : club promu de Promotion depuis la saison précédente

 : club relégué de Division 2 depuis la saison précédente

### Série A

#### Classement final
| Rang | Équipe                     | Pts | J  | G  | N | P  | Bp | Bc | Diff |
| ---- | -------------------------- | --- | -- | -- | - | -- | -- | -- | ---- |
| 1    | K. WATERSCHEI SV THOR GENK | 48  | 30 | 20 | 8 | 2  | 74 | 21 | +53  |
| 2    | R. Tilleur FC              | 45  | 30 | 20 | 5 | 5  | 71 | 33 | +38  |
| 3    | UR Namur                   | 43  | 30 | 18 | 7 | 5  | 61 | 30 | +31  |
| 4    | K. FC Herentals            | 39  | 30 | 17 | 5 | 8  | 42 | 27 | +15  |
| 5    | Patro Eisden               | 39  | 30 | 15 | 9 | 6  | 47 | 32 | +15  |
| 6    | V&V Overpelt-Fabriek       | 34  | 30 | 15 | 4 | 11 | 53 | 45 | +8   |
| 7    | K. SC Hasselt              | 34  | 30 | 13 | 8 | 9  | 43 | 35 | +8   |
| 8    | Hoeselt VV                 | 33  | 30 | 14 | 5 | 11 | 52 | 43 | +9   |
| 9    | K. FC Dessel Sport         | 26  | 30 | 10 | 6 | 14 | 44 | 45 | -1   |
| 10   | Witgoor Sport Dessel       | 22  | 30 | 8  | 6 | 16 | 34 | 56 | -22  |
| 11   | K. VV Looi Sport           | 22  | 30 | 7  | 8 | 15 | 28 | 45 | -17  |
| 12   | Helzold FC Zolder          | 21  | 30 | 7  | 7 | 16 | 28 | 55 | -27  |
| 13   | R. Stade Waremmien FC      | 20  | 30 | 7  | 6 | 17 | 26 | 44 | -18  |
| 14   | R. LC Bastogne             | 19  | 30 | 8  | 3 | 19 | 20 | 50 | -30  |
| 15   | AS Herstalienne SR         | 19  | 30 | 6  | 7 | 17 | 32 | 55 | -23  |
| 16   | R. CS Verviétois           | 16  | 30 | 5  | 6 | 19 | 19 | 58 | -39  |

#### Résultats des rencontres
Avec seize clubs engagés, 240 matches sont au programme de la saison
| Résultats (▼dom., ►ext.)                                   | BAS | DES | HAS | HEL | HER | ASH | HOE | LOO | URN | OVE | PAT | TIL | VER | WAR | WAT | WIT |
| Léopold Club Bastogne                                      |     | 1-0 | 0-1 | 3-1 | 0-1 | 1-0 | 1-2 | 0-2 | 1-1 | 0-1 | 0-1 | 1-5 | 1-0 | 1-0 | 1-4 | 1-0 |
| K. FC Dessel Sport                                         | 0-1 |     | 2-0 | 0-1 | 2-0 | 2-3 | 0-3 | 6-0 | 1-1 | 1-3 | 0-0 | 1-1 | 3-0 | 3-0 | 1-3 | 2-2 |
| K. SC Hasselt                                              | 2-1 | 1-1 |     | 2-1 | 2-1 | 3-0 | 2-1 | 1-0 | 5-0 | 3-3 | 1-1 | 0-1 | 4-1 | 4-2 | 0-1 | 0-0 |
| K. Helzold FC Zolder                                       | 1-1 | 3-2 | 4-1 |     | 0-1 | 0-2 | 0-2 | 0-0 | 1-1 | 0-1 | 1-1 | 3-1 | 1-1 | 0-1 | 1-1 | 0-2 |
| K. FC Herentals                                            | 1-0 | 0-1 | 1-0 | 3-0 |     | 1-1 | 2-1 | 1-1 | 0-2 | 2-1 | 0-1 | 0-0 | 3-0 | 1-0 | 1-2 | 3-1 |
| AS Herstalienne SR                                         | 2-1 | 5-2 | 0-0 | 0-0 | 0-1 |     | 2-0 | 1-1 | 2-3 | 2-4 | 1-3 | 1-2 | 1-1 | 0-1 | 1-3 | 2-4 |
| Hoeselt VV                                                 | 3-1 | 6-1 | 0-0 | 2-3 | 0-2 | 3-1 |     | 1-1 | 1-1 | 4-0 | 3-2 | 2-2 | 2-0 | 1-0 | 2-2 | 2-0 |
| K. VV Looi Sport                                           | 2-0 | 1-5 | 1-0 | 2-0 | 0-3 | 0-1 | 1-2 |     | 2-1 | 0-1 | 0-2 | 1-2 | 3-0 | 2-2 | 0-1 | 3-1 |
| UR Namur                                                   | 2-0 | 3-1 | 2-1 | 3-0 | 1-1 | 4-0 | 4-1 | 4-1 |     | 1-0 | 2-1 | 0-0 | 5-0 | 3-0 | 3-0 | 5-1 |
| V&V Overpelt-Fabriek                                       | 3-0 | 3-2 | 1-1 | 0-1 | 5-1 | 4-0 | 1-2 | 2-1 | 2-0 |     | 0-1 | 2-3 | 2-0 | 6-2 | 0-0 | 1-0 |
| Patro Eisden                                               | 3-0 | 1-1 | 4-2 | 2-1 | 2-2 | 3-0 | 2-1 | 1-0 | 2-0 | 3-2 |     | 0-1 | 5-2 | 2-2 | 0-1 | 2-0 |
| R. Tilleur FC                                              | 3-0 | 0-1 | 1-3 | 5-1 | 0-1 | 2-1 | 4-1 | 2-1 | 3-0 | 7-1 | 7-1 |     | 1-1 | 3-1 | 4-3 | 5-0 |
| R. CS Verviétois                                           | 0-2 | 0-1 | 0-1 | 2-3 | 1-2 | 2-1 | 3-2 | 1-1 | 0-4 | 0-1 | 1-1 | 0-1 |     | 1-0 | 0-0 | 1-0 |
| R. Stade Waremmien                                         | 2-0 | 1-0 | 0-2 | 3-1 | 0-5 | 0-0 | 1-2 | 1-1 | 0-1 | 5-1 | 0-0 | 0-1 | 0-1 |     | 0-0 | 2-0 |
| K. Waterschei SV THOR                                      | 6-0 | 2-1 | 4-0 | 7-0 | 3-1 | 1-1 | 1-0 | 3-0 | 1-1 | 1-0 | 0-0 | 6-3 | 1-0 | 1-0 |     | 9-0 |
| Witgoor Sport Dessel                                       | 1-1 | 0-1 | 1-1 | 3-0 | 0-1 | 3-1 | 3-0 | 0-0 | 2-3 | 2-2 | 1-0 | 0-1 | 6-0 | 1-0 | 0-7 |     |
| - Victoire à domicile - Match nul - Victoire à l'extérieur |     |     |     |     |     |     |     |     |     |     |     |     |     |     |     |     |

### Série B

#### Classement final
| Rang | Équipe                | Pts | J  | G  | N  | P  | Bp | Bc | Diff |
| ---- | --------------------- | --- | -- | -- | -- | -- | -- | -- | ---- |
| 1    | K. VG OOSTENDE        | 50  | 30 | 22 | 6  | 2  | 59 | 16 | +43  |
| 2    | R. AEC de Mons        | 42  | 30 | 17 | 8  | 5  | 52 | 25 | +27  |
| 3    | R. AA Louviéroise     | 38  | 30 | 13 | 12 | 5  | 52 | 22 | +30  |
| 4    | K. SC Eendracht Aalst | 36  | 30 | 15 | 6  | 9  | 40 | 29 | +11  |
| 5    | K. SV Sottegem        | 33  | 30 | 9  | 15 | 6  | 30 | 25 | +5   |
| 6    | FC Denderleeuw        | 32  | 30 | 12 | 8  | 10 | 37 | 25 | +12  |
| 7    | K. SV Oudenaarde      | 31  | 30 | 12 | 7  | 11 | 41 | 44 | -3   |
| 8    | K. SK Roeselare       | 29  | 30 | 10 | 9  | 11 | 38 | 47 | -9   |
| 9    | Racing Jet Bruxelles  | 27  | 30 | 9  | 9  | 12 | 33 | 33 | 0    |
| 10   | K. SC Menen           | 26  | 30 | 10 | 6  | 14 | 39 | 51 | -12  |
| 11   | K. WSC Lauwe          | 25  | 30 | 10 | 5  | 15 | 39 | 59 | -20  |
| 12   | K. FC Eendracht Zele  | 25  | 30 | 9  | 7  | 14 | 47 | 50 | -3   |
| 13   | Puurs Excelsior FC    | 24  | 30 | 7  | 10 | 13 | 21 | 34 | -13  |
| 14   | R. RC Tournai         | 22  | 30 | 7  | 8  | 15 | 35 | 45 | -10  |
| 15   | R. Dinant FC          | 21  | 30 | 7  | 7  | 16 | 32 | 61 | -29  |
| 16   | R. CS La Forestoise   | 19  | 30 | 7  | 5  | 18 | 26 | 55 | -29  |

#### Résultats des rencontres
Avec seize clubs engagés, 240 matches sont au programme de la saison
| Résultats (▼dom., ►ext.)                                   | DEN | DIN | TOU | AAL | LOU | LAU | MEN | MON | VGO | OUD | PUU | RJB | ROE | FOR | ZEL | SOT |
| FC Denderleeuw                                             |     | 0-0 | 1-0 | 2-2 | 3-0 | 4-0 | 1-0 | 0-2 | 0-1 | 4-0 | 3-0 | 1-0 | 1-2 | 3-0 | 2-0 | 1-1 |
| R. Dinant FC                                               | 1-1 |     | 3-2 | 0-1 | 0-3 | 3-2 | 1-2 | 1-0 | 1-1 | 3-1 | 1-2 | 1-3 | 0-0 | 2-0 | 2-2 | 4-1 |
| R. RC Tournaisien                                          | 2-0 | 2-2 |     | 2-1 | 1-0 | 2-4 | 0-1 | 1-1 | 0-1 | 5-0 | 0-1 | 1-1 | 3-3 | 1-1 | 2-0 | 1-0 |
| K. SC Eendracht Aalst                                      | 2-0 | 3-0 | 3-2 |     | 1-1 | 3-2 | 3-2 | 2-0 | 1-0 | 0-1 | 3-1 | 1-0 | 2-0 | 3-0 | 1-1 | 2-1 |
| R. AA Louviéroise                                          | 0-0 | 3-0 | 4-0 | 0-0 |     | 7-1 | 1-0 | 0-0 | 0-0 | 2-2 | 1-1 | 1-0 | 4-0 | 2-0 | 5-1 | 0-0 |
| K. White Star Cl. Lauwe                                    | 0-1 | 5-1 | 3-2 | 1-0 | 3-2 |     | 1-2 | 2-2 | 2-1 | 1-0 | 2-1 | 0-3 | 1-1 | 2-1 | 0-2 | 0-0 |
| K. SC Menen                                                | 1-1 | 3-1 | 4-0 | 2-1 | 0-3 | 0-0 |     | 2-2 | 0-4 | 0-0 | 0-2 | 0-2 | 3-0 | 1-3 | 3-1 | 2-2 |
| R. AEC Mons                                                | 1-0 | 3-0 | 3-2 | 1-0 | 1-0 | 1-0 | 3-2 |     | 1-1 | 2-0 | 3-1 | 1-2 | 2-0 | 6-0 | 2-2 | 1-1 |
| K. VK Oostende                                             | 3-2 | 4-0 | 0-0 | 1-0 | 2-0 | 4-0 | 3-0 | 2-0 |     | 4-1 | 1-1 | 2-1 | 0-0 | 2-1 | 5-2 | 2-0 |
| K. SV Oudenaarde                                           | 1-0 | 2-0 | 3-1 | 2-0 | 0-0 | 2-1 | 1-0 | 1-3 | 1-5 |     | 2-0 | 1-0 | 6-1 | 0-0 | 4-1 | 2-0 |
| Puurs Excelsior FC                                         | 0-3 | 3-0 | 0-0 | 0-0 | 0-0 | 0-1 | 0-2 | 0-1 | 1-2 | 2-1 |     | 0-1 | 1-1 | 0-0 | 0-1 | 0-0 |
| Racing Jet Bruxelles                                       | 0-1 | 2-2 | 1-1 | 2-0 | 2-4 | 2-2 | 1-3 | 2-1 | 0-1 | 2-2 | 0-0 |     | 0-0 | 0-1 | 0-2 | 0-0 |
| K. SK Roeselare                                            | 2-1 | 3-0 | 1-0 | 2-3 | 1-1 | 2-0 | 5-2 | 0-5 | 0-1 | 2-1 | 0-0 | 1-2 |     | 5-0 | 3-1 | 1-1 |
| R. CS La Forestoise                                        | 3-0 | 4-1 | 0-1 | 1-2 | 0-2 | 3-1 | 2-1 | 0-2 | 0-3 | 3-2 | 0-1 | 0-2 | 1-2 |     | 0-0 | 1-4 |
| K. FC Eendracht Zele                                       | 1-1 | 1-2 | 2-1 | 2-0 | 0-3 | 5-1 | 6-0 | 1-2 | 1-2 | 2-2 | 2-3 | 1-1 | 4-0 | 3-0 |     | 0-2 |
| K. SV Sottegem                                             | 0-0 | 2-0 | 1-0 | 0-0 | 3-3 | 2-1 | 1-1 | 0-0 | 0-1 | 0-0 | 3-0 | 2-1 | 1-0 | 1-1 | 1-0 |     |
| - Victoire à domicile - Match nul - Victoire à l'extérieur |     |     |     |     |     |     |     |     |     |     |     |     |     |     |     |     |

## Désignation du «Champion de Division 3»
Le titre de « Champion de Division 3 » est attribué après une confrontation aller/retour entre les vainqueurs de chacune des deux séries.
| Dates                          | Domicile              | Déplacement           | Résultat 90 min | Résultat 120 min | Résultat 135 min | Remarques |
| ------------------------------ | --------------------- | --------------------- | --------------- | ---------------- | ---------------- | --------- |
| 28 avril 1974                  | K. VG Oostende        | K. Waterschei SV THOR | 2-2             |                  |                  |           |
| 2 mai 1974                     | K. Waterschei SV THOR | K. VG Oostende        | 2-1             |                  |                  |           |
| K. Waterschei SV THOR champion |                       |                       |                 |                  |                  |           |

Précisons que ce mini-tournoi n'a qu'une valeur honorifique et n'influe pas sur la montée. Les deux champions de série sont promus.

## Tour final pour la montée ou le maintien en Division 2
Les deux équipes classées troisièmes de chaque série, à savoir l'UR Namur et la R. AA Louviéroise disputent un tour final avec les deux derniers de Division 2, La Gantoise et le K. Sint-Niklaasse SK. La Louvière l'emporte et obtient la montée, devant Sint-Niklaasse qui assure son maintien.
Ce "tour final de barrage" est joué sous la forme d'un mini-championnat de six journées, planifiées du 12 mai 1974 au 30 mai 1974.
| Résultats (▼dom., ►ext.)                                   | GAN | LOU | URN | STN |
| K. AA Gent (II)                                            |     | 0-1 | 3-0 | 1-3 |
| R. AA Louviéroise (III)                                    | 3-0 |     | 2-0 | 0-0 |
| UR Namur (III)                                             | 1-2 | 1-1 |     | 0-0 |
| K. St-Niklaasse SK (II)                                    | 1-1 | 2-0 | 1-1 |     |
| - Victoire à domicile - Match nul - Victoire à l'extérieur |     |     |     |     |

Légende
- Club qui est promu ou qui se maintient en Division 2 la saison suivante
- Club qui est relégué ou qui reste en Division 3 pour la saison suivante

| Rang | Équipe                    | Pts | J | G | N | P | Bp | Bc | Diff |
| ---- | ------------------------- | --- | - | - | - | - | -- | -- | ---- |
| 1    | R. AA Louviéroise (III)   | 8   | 6 | 3 | 2 | 1 | 7  | 3  | +4   |
| 2    | K. Sint-Niklaasse SK (II) | 7   | 6 | 2 | 4 | 0 | 7  | 3  | +4   |
| 3    | K. AA Gent (II)           | 5   | 6 | 2 | 1 | 3 | 7  | 9  | -2   |
| 4    | UR Namur (III)            | 2   | 6 | 0 | 3 | 3 | 3  | 9  | -6   |

### Résumé Tour final
Les deux formations de Division 2 remportent leur première rencontre. Mais par la suite, seuls les Waaslandien assument leur statut. Ils terminent invaincus et accumulent assez de points pour assurer leur maintien dans l'antichambre de l'élite. De leur côté, les "Buffalos" se font battre par St-Niklaas puis au Tivoli.
En raison du partage entre La Louvière et Saint-Nicolas/Waas, les Gantois restent maitres de leur sort. Mais lors de la dernière journée, le 30 mai 1974, les Gars de la Cité d'Artevelde se heurtent au bloc louvièrois. Un but des Loups glace d'effroi le vieux stade Otten. Battue, La Gantoise est relégué en D3 pour la première fois de son Histoire. La Louvière retrouve la D2 quittée un an plus tôt.

## Meilleurs buteurs
- Série A : ?
- Série B : ?

## Récapitulatif de la saison
| Région flamande (20)            | Région flamande (20) | Province de Brabant (2)      | Province de Brabant (2) | Région wallonne (10)   | Région wallonne (10) |
| ------------------------------- | -------------------- | ---------------------------- | ----------------------- | ---------------------- | -------------------- |
| Province d'Anvers               | 4                    | Région de Bruxelles-Capitale | 2                       | Province de Hainaut    | 3                    |
| Province de Flandre-Occidentale | 4                    | Province du Brabant flamand  | 0                       | Province de Liège      | 4                    |
| Province de Flandre-Orientale   | 5                    | Province du Brabant wallon   | 0                       | Province de Luxembourg | 1                    |
| Province de Limbourg            | 7                    |                              |                         | Province de Namur      | 2                    |

1. ↑  Au niveau footballistique, la province de Brabant est toujours unitaire malgré sa partition territoriale en 1995.

### Admission et relégation
Grâce à l'extension de la Division 1 à vingt équipes, cinq clubs sont promus en Division 2 : les deux champions, le K. Waterschei SV THOR Genk et le K. VG Oostende, les deux deuxièmes, le R. FC Tilleur et le R. AEC de Mons, ainsi que la R. AA louviéroise qui remporte le tour final pour la montée. En contrepartie, seule La Gantoise est reléguée de Division 2.
Quatre équipes sont renvoyées en Promotion, l'AS herstalienne, le R. CS verviétois, le R. Dinant FC et le R. CS La Forestoise. Pour Herstal et Dinant, c'est à ce jour le dernier passage au troisième niveau national. Ils sont remplacés par les quatre champions de Promotion, le K. Stade Leuven, le R. CS andennais, le K. AV Dendermonde et le Zonhoven VV. Pour compenser les montants supplémentaires, les deuxièmes classés dans chaque série sont également promus, à savoir la R. JS Bas-Oha, le K. FC Verbroedering Geel, le VC Rotselaar et le K. Willebroekse SV.

## Débuts en Division 3
Quatre clubs font leurs débuts en Division 3 cette saison. Ils portent à 227 le nombre de clubs différents à avoir évolué au 3e niveau du football belge.
- R. Tilleur FC n'a connu que les deux premiers niveaux hiérarchique depuis son arrivée en nationale en 1909 ! Le matricule 21 devient le 35e club liégeois à évoluer au 3e niveau du football belge.
- FC Denderleeuw et K. FC Eendracht Zele sont les 19e et 20e clubs flandriens orientaux à jouer au 3e niveau du football belge.
- R. Dinant FC est le 14e club namurois à évoluer au 3e niveau du football belge.

### Bilan de la saison
| Championnat de Belgique de football de troisième division 1973-1974 |                       |
| Champion                                                            | K. Waterschei SV THOR |
| Dauphin                                                             | K. VG Oostende        |
| Promotions et relégations                                           |                       |
| Promus en Division 2                                                | K. Waterschei SV THOR |
| Promus en Division 2                                                | K. VG Oostende        |
| Promus en Division 2                                                | R. FC Tilleur         |
| Promus en Division 2                                                | R. AEC de Mons        |
| Promus en Division 2                                                | R. AA Louviéroise     |
| Relégués en Division 3                                              | K. AA Gent            |